# Latrodectus obscurior
Espèce
Latrodectus obscurior est une espèce d'araignées aranéomorphes de la famille des Theridiidae.

## Distribution
Cette espèce se rencontre à Madagascar et au Cap-Vert.

## Publication originale
- Dahl, 1902 : Über algebrochene Copulationsorgane männlicher Spinnen im Körper der Weibchen. Sitzungsberichte der Gesellschaft Naturforschender Freunde zu Berlin, vol. 1902, p. 36-45 (texte intégral).